# Dale Dickey

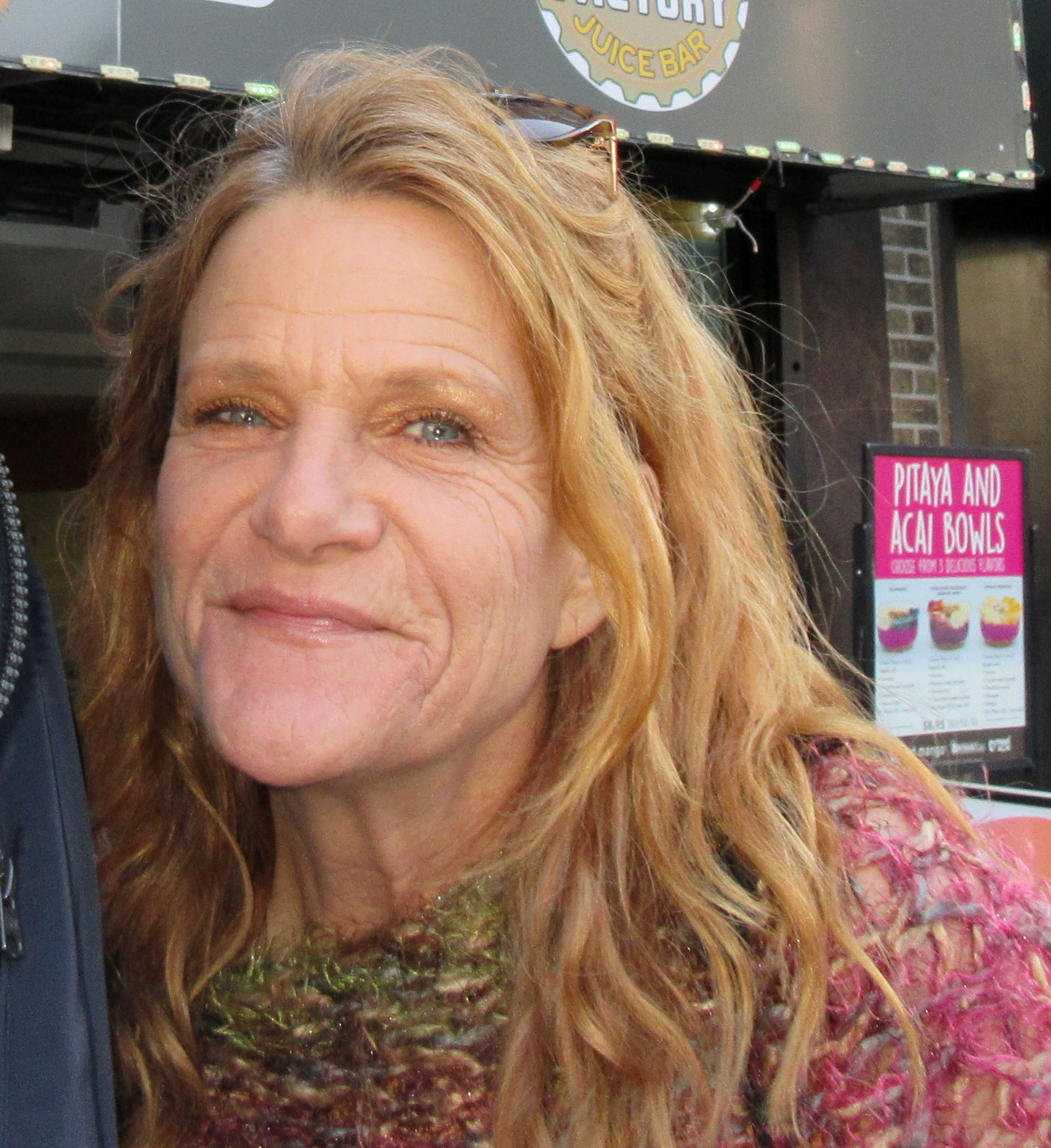
Dale Dickey, 2018

Diana Dale Dickey (* 29. September 1961 in Knoxville, Tennessee) ist eine US-amerikanische Schauspielerin.

## Leben und Karriere
Dale Dickey wurde in Knoxville geboren und besuchte die dortige Bearden High School. Später studierte sie an der University of Tennessee. Bevor sie Schauspielerin wurde, arbeitete Dickey als Kellnerin.
Nachdem sie bereits seit 1994 in Filmen und Serien aufgetreten war, unter anderem in Christy, Weg der Träume, Akte X – Die unheimlichen Fälle des FBI sowie Emergency Room – Die Notaufnahme, folgte von 2005 bis 2009 die Rolle der Prostituierten Patty in My Name Is Earl. 2008 war sie in der Serie zum Film Sordid Lives zu sehen, in dem sie bereits im Jahr 2000 mitgewirkt hatte. 2009 war sie für zwei Folgen bei Breaking Bad zu Gast. Im selben Jahr folgte eine Rolle im Film Prinzessinnen Schutzprogramm neben Selena Gomez sowie in A Perfect Getaway. 2010 verkörperte sie die Rolle der Merab im Independentfilm Winter’s Bone an der Seite von Jennifer Lawrence. Nach Gastrollen in verschiedenen Serien, zum Beispiel in Weeds – Kleine Deals unter Nachbarn, Criminal Minds, 2 Broke Girls, Raising Hope und Grey’s Anatomy sowie in den zahlreichen Filmen wie Super 8 und Unterwegs mit Mum war sie 2013 als Mrs. Davis in Iron Man 3 zu sehen. Zwischen 2012 und 2013 hatte sie auch die Rolle der Martha Bozeman in True Blood inne.
2018 wurde sie in die Academy of Motion Picture Arts and Sciences berufen, die jährlich die Oscars vergibt.

## Filmografie (Auswahl)
- 1994–1995: Christy (Fernsehserie, 4 Folgen)
- 1995: 2 Girls in Love
- 1996: High Incident - Die Cops von El Camino (High Incident, Fernsehserie, 2 Folgen)
- 2000: City of Angels (Fernsehserie, Folge 1x04)
- 2000: Sordid Lives
- 2000: Christy: The Movie
- 2001: Das Versprechen (The Pledge)
- 2001: Akte X – Die unheimlichen Fälle des FBI (The X Files, Fernsehserie, Folge 8x21)
- 2003: Frasier (Fernsehserie, Folge 10x19)
- 2003: Polizeibericht (Dragnet, Fernsehserie, Folge 2x05)
- 2004: CSI: Vegas (CSI: Crime Scene Investigation, Fernsehserie, Folge 4x18)
- 2004: Emergency Room – Die Notaufnahme (ER, Fernsehserie, Folge 11x09)
- 2005: Numbers – Die Logik des Verbrechens (Numb3rs, Fernsehserie, Folge 1x07)
- 2005–2009: My Name Is Earl (Fernsehserie, 19 Folgen)
- 2005: Domino
- 2006: Gilmore Girls (Fernsehserie, 2 Folgen)
- 2006: Cold Case – Kein Opfer ist je vergessen (Cold Case, Fernsehserie, Folge 3x23)
- 2006: The Closer (Fernsehserie, Folge 2x06)
- 2006: Justice – Nicht schuldig (Justice, Fernsehserie, Folge 1x09)
- 2007: Shark (Fernsehserie, Folge 1x19)
- 2007: Alles Betty! (Ugly Betty, Fernsehserie, Folge 1x23)
- 2007: Life (Fernsehserie, Folge 1x06)
- 2008: Der fremde Sohn (Changeling)
- 2008: Sordid Lives: Die Serie (Sordid Live: The Series, Fernsehserie, 6 Folgen)
- 2009: Breaking Bad (Fernsehserie, 2 Folgen)
- 2009: Prinzessinnen Schutzprogramm (Princess Protection Programm)
- 2009: A Perfect Getaway
- 2010: Bones – Die Knochenjägerin (Bones, Fernsehserie, Folge 5x11)
- 2010: Winter’s Bone
- 2010: Criminal Minds (Fernsehserie, Folge 5x21)
- 2010: Law & Order: LA (Law & Order: Los Angeles, Fernsehserie, Folge 1x02)
- 2010: Weeds – Kleine Deals unter Nachbarn (Weeds, Fernsehserie, Folge 6x08)
- 2011: Super 8
- 2011: 2 Broke Girls (Fernsehserie, Folge 1x12)
- 2012: Being Flynn
- 2012: The Yellow Wallpaper
- 2012: Unterwegs mit Mum (The Guilt Trip)
- 2012–2013: Raising Hope (Fernsehserie, 2 Folgen)
- 2012–2013: True Blood (Fernsehserie, 12 Folgen)
- 2013: Grey’s Anatomy (Fernsehserie, Folge 9x10)
- 2013: Southland (Fernsehserie, Folge 5x07)
- 2013: Iron Man 3
- 2013: Bonnie and Clyde (Miniserie)
- 2014: Sons of Anarchy (Fernsehserie, Folge 7x08)
- 2014: Wie ein weißer Vogel im Schneesturm (White Bird in a Blizzard)
- 2015: Regression
- 2016: Blood Father
- 2016: Hell or High Water
- 2016: Message from the King
- 2017: Shameless (Fernsehserie, Folge 8x04)
- 2018: Leave No Trace
- 2018: Bloodline
- 2019: Unbelievable
- 2020: Palm Springs
- 2021: Flag Day
- 2021: Them (Fernsehserie, 3 Folgen)
- 2022: A Love Song
- 2022: No Exit
- 2022: Pfad der Vergeltung (Savage Salvation)
- 2023: The G
- 2024: Fallout (Fernsehserie)

- 2025: Bosch: Legacy  (Fernsehserie)

## Auszeichnungen
Seattle International Film Festival
- 2022: Auszeichnung als Beste Schauspielerin mit dem Golden Space Needle Award (A Love Song)[4]